# 리살 메모리얼 스포츠 컴플렉스

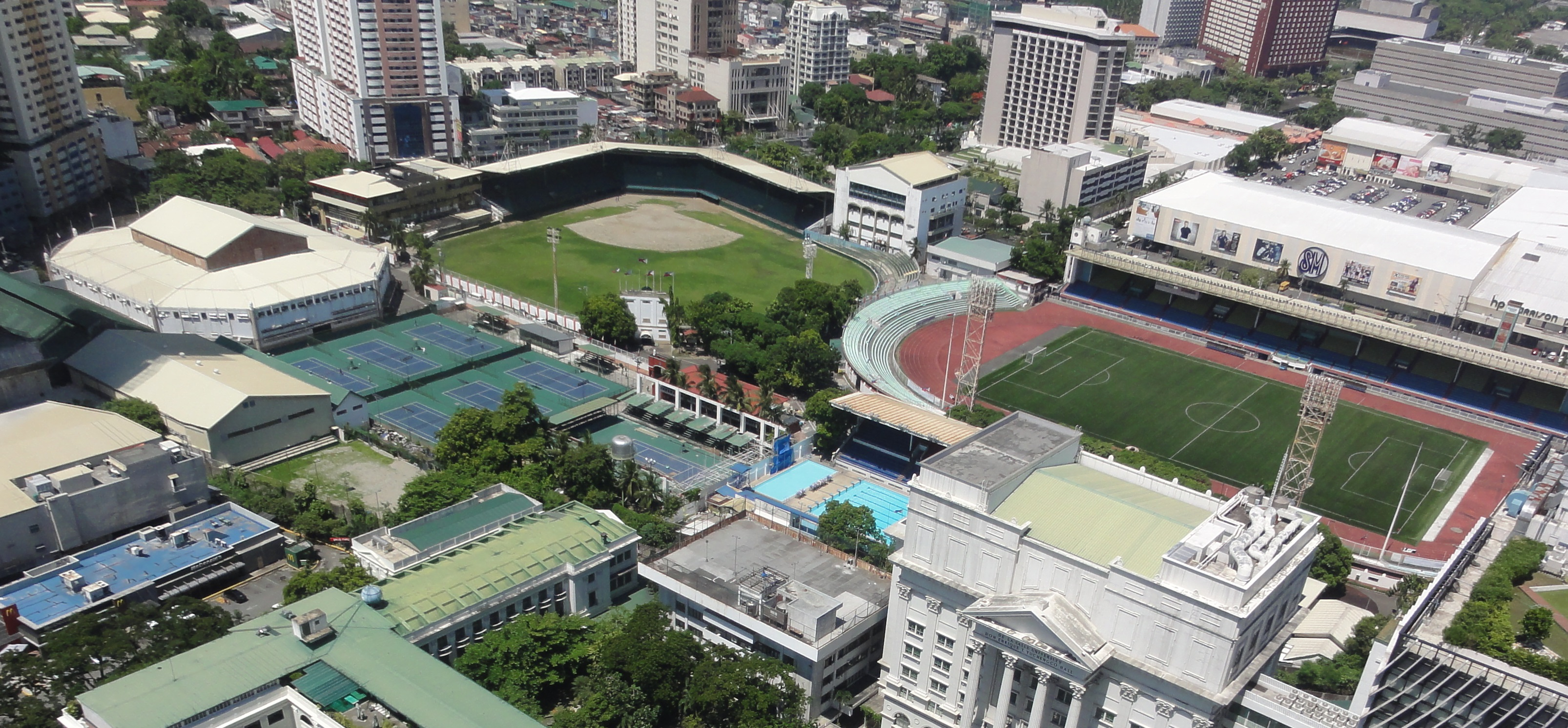

리살 메모리얼 스포츠 컴플렉스(Rizal Memorial Sports Complex)은 필리핀 마닐라에 위치한 종합 경기장이다.